# Хидеаки Сорачи
Хидеаки Сорачи (空知 英秋 Sorachi Hideaki; Такикава, 25. мај 1979.) псеудоним је јапанског манга уметника, који је најпознатији по својој манги Гинтама.
Сорачи се заинтересовао за манге током свог детињства. Међутим, у 4. разреду он је свој манга рад показао оцу који му се смејао, након чега је Сорачи одустао од свог сна да постане манга уметник. По завршетку колеџа, није могао да пронађе посао и почео је поново да црта манге, не би ли зарадио за живот. Могао је пристојно да живи од свог првог рада под називом Маслачак, који је објављен у првом тому Гинтаме, у чијем га је уводу Сорачи навео као свој први званични рад.
Кента Шинохара (аутор манге Скет Денс) је био Сорачијев асистент, као и Јоичи Амано (аутор манге Акабоши: Ибун Суикоден). Гинтама и Скет Дeнс имали су заједничко поглавље у Weekly Shōnen Jump часопису, које је било 349. по реду за Гинтама и 180. за Скет Данс.
Сорачи се неколико пута појављивао у манги и у анимеу Гинтама као мајмун или горила.

## Издања
- Маслачак — цела публикација, 2002. (представљен у првом тому манге Гинтама)
- Широкуро — цела публикација, 2003. (представљен у другом тому манге Гинтама)
- Гинтама — манга, 2003—2019.
- Одељење 3-З, учитељ Гинпаћи — лајт романи, 2006. — 2013. (илустратор)
- 13 — цела публикација, 2008. (представљен у 24. тому манге Гинтама)
- Банкара — цела публикација, 2010. (представљен у 38. тому манге Гинтама)
- Самурајдер — укинут у фази скицирања